# Besleria lanceolata
Besleria lanceolata är en tvåhjärtbladig växtart som beskrevs av Ignatz Urban. Besleria lanceolata ingår i släktet Besleria och familjen Gesneriaceae. Inga underarter finns listade i Catalogue of Life.